# Puente Viejo (Albi)
El puente Viejo (en francés: pont Vieux) es un puente medieval de Francia, un puente de mampostería de arcos múltiples e iguales que cruza el río Tarn en la ciudad de Albi, en el departamento de Tarn (región de Occitania). 
El puente, de 150 m de longitud, fue clasificado como monumento histórico el 16 de marzo de 1921. En 2010, fue incluido dentro del ámbito protegido de la ciudad episcopal de Albi, declarada Patrimonio de la Humanidad.

## Historia
El puente del Tarn ( Pont du Tarn), como se le llamaba originalmente, se construyó entre 1035 y 1042. La construcción de un puente fue decidida y financiada por una porción de los ingresos del transbordador que había en el lugar para cruzar el Tarn y que era operado por el Capítulo. En ese momento, Francia experimentó una «fiebre de los puentes» debido al desarrollo del tráfico, una consecuencia del crecimiento productivo, demográfico y comercial experimentado en el siglo XI.  En el siglo XII, Albi era una importante encrucijada en las rutas entre el Mediterráneo y el océano, desde el País Vasco y de Toulouse hacia Lyon, así como desde Cataluña hacia París. Las ferias y los mercados desempeñaban un papel clave. 
Sin embargo, las partes más antiguas que se ven hoy en día datan del siglo XIII. Al principio demasiado angosto, no permitía el paso de los carros. Las mercancías eran transportados a lomos de un animal o a pie por hombres. En el siglo XIII (probablemente entre 1230 y 1240), el puente se reconstruyó. Punto de paso casi obligado, el Pont-vieux permitía cobrar un peaje en la entrada del puente, aunque está certificado que los derechos ya se habían recaudado en 1193. Solo los bienes se gravaban como se menciona en una  lista muy completa de ingresos por esos peajes del cartulario de Albi que data de 1245. Se referencian unos 200 artículos entre ellos  productos alimenticios,  materias primas para curtiduría, peletería y la industria textil, productos terminados, utensilios y herramientas de trabajo, y el comercio de carbón de Carmaux y del tinte de pastel. Este documento es muy rico en información sobre la vida cotidiana, la naturaleza del comercio en el mercado de Albi, la diversidad de medidas y la naturaleza del transporte.
La recaudación de las tasas, inicialmente reservadas a los vizcondes y luego a los señores obispos de Albi, más tarde, fue una prerrogativa ofrecida a los cónsules de Albi en 1269. El puente contribuyó al desarrollo urbano y comercial de la ciudad. El dinero así recaudado se usaba para el mantenimiento del puente y también de las murallas de la ciudad. El puente, de 151 m de largo, estaba bloqueado a ambos lados por puentes levadizos, de ahí los arcos más estrechos que se observan en los extremos y era defendido en su centro por la torre fortificada Notre Dame, ahora desaparecida. También tendría una capilla.
En el siglo XV, se construyeron para hacer más sólida la estructura del puente, sobre las pilonas, casas con entramado de madera de entre 60 a 80 m² a ambos lados de la calzada. Once familias vivían allí, curtidores, cordeleros, tejedores, bataneros, comerciantes de fruta.El río Tarn soportaba un importante comercio fluvial que se realizaba en gabarras. El Port Vielh d'Albi, frente al viejo puente bullía de vida y diversas actividades hasta finales del siglo XVIII. (Hoy, las gabarras todavía están presentes en el Tarn. La flota de barcos de cruceros Albi hace un guiño a esta tradición histórica y permite disfrutar de la ciudad y de sus puentes.)  El puente Viejo se parecería entonces  al Ponte Vecchio de Florencia. Esas casas fueron destruidas, tras adquirirlas la ciudad,después de la crecida de 1766. cuando
En 1820, su calzada fue enderezada y ensanchada para permitir el cruce de carretas de cuatro ruedas. Los tajamares de las dos pilonas próximas a la orilla izquierda se extendieron corriente abajo para dar apoyo a los arcos de ladrillo, que pudieron descansar sobre los tajamares existentes en las otras pilonas. Aguas arriba, esos tajamares se recortaron y su parte superior se reconstruyó para soportar los arcos de ladrillo que se dispusieron en voladizo sobre la fábrica original de piedra. El puente de piedra quedó así recubierto en su parte superior por ladrillos.

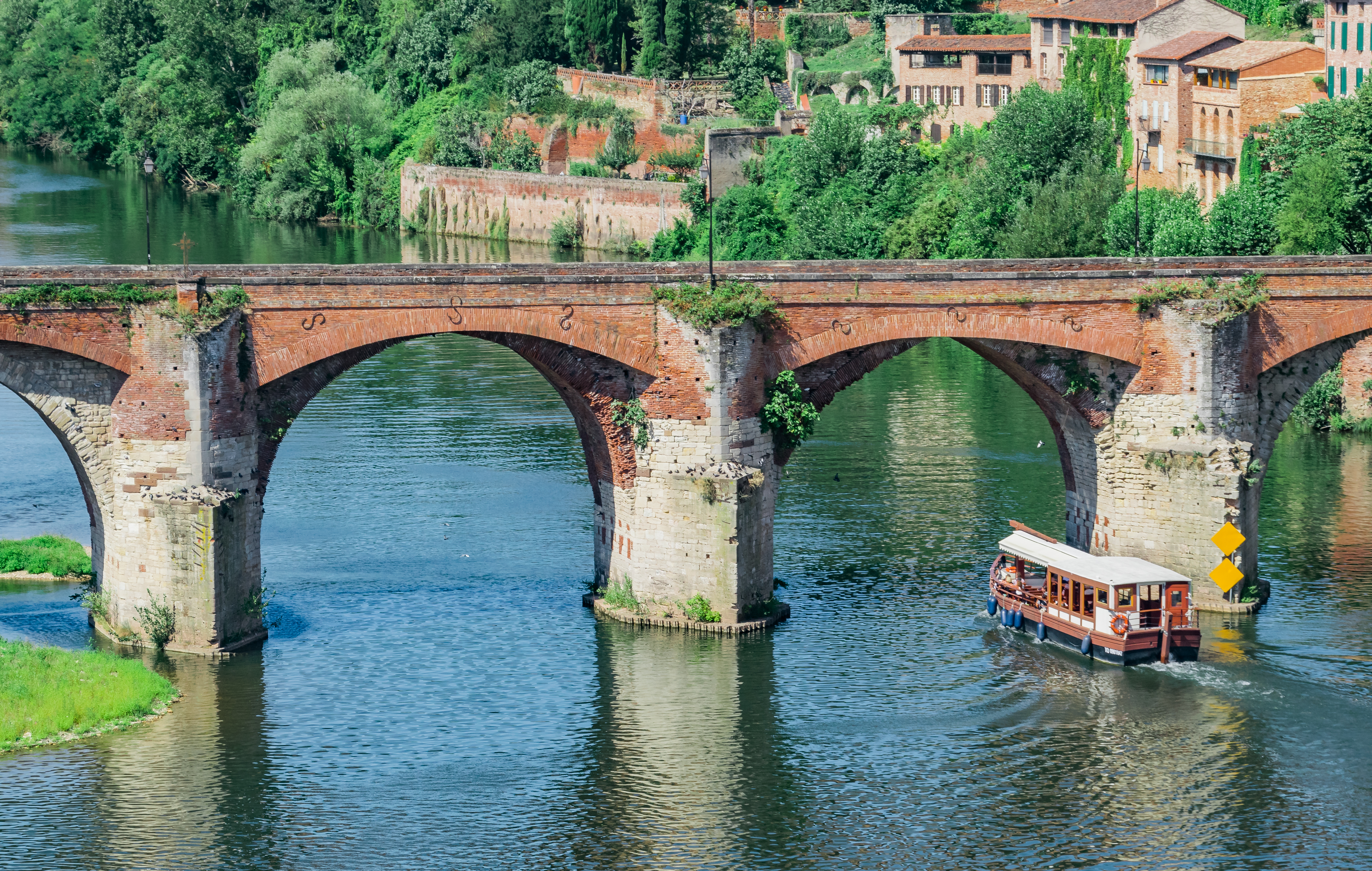
Vano del lado aguas arriba, mostrando el recrecido en vuelo de ladrillo
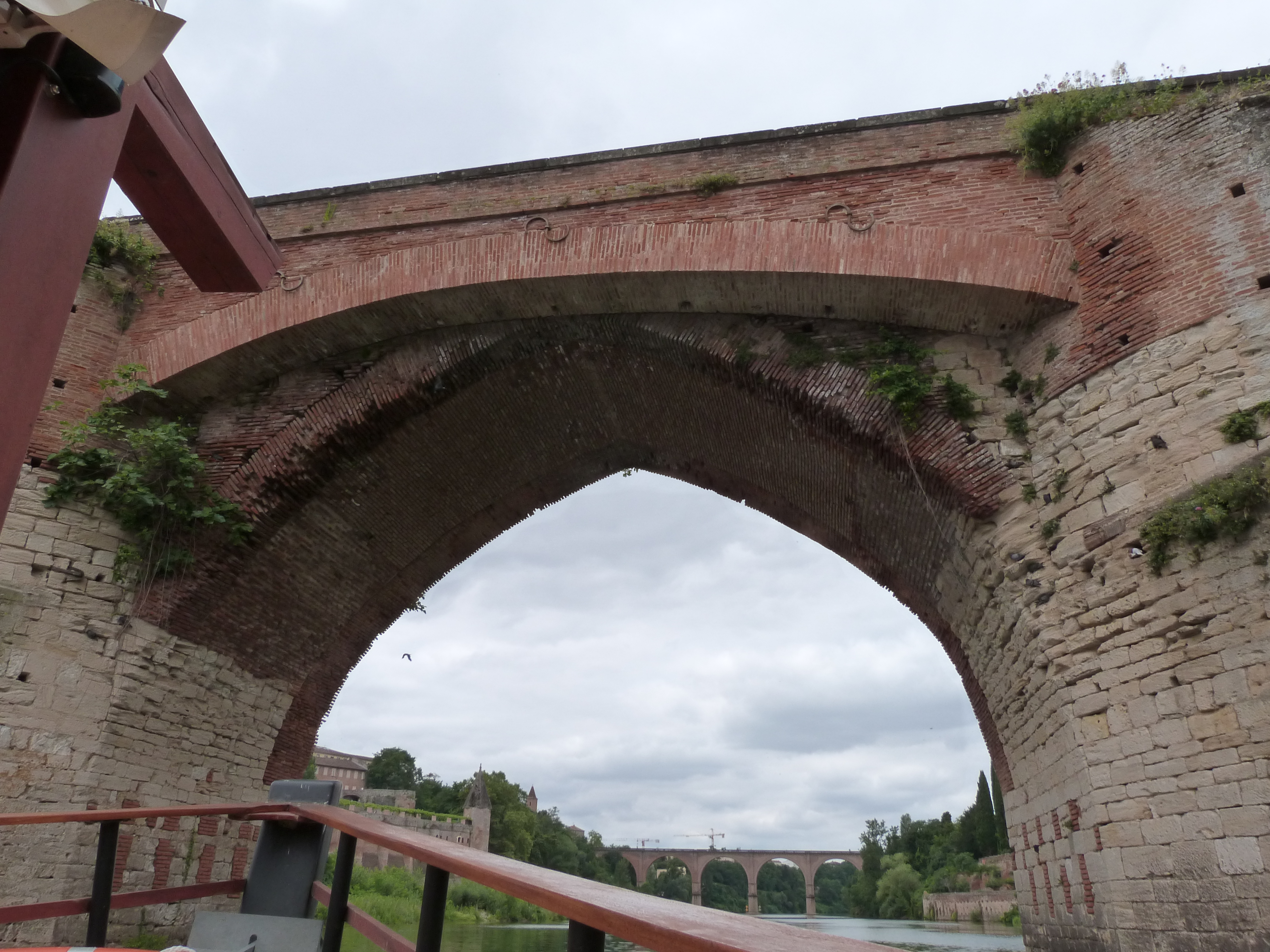
Detalle de los arcos de ladrillo soportados por los tajamares de piedra recrecidos
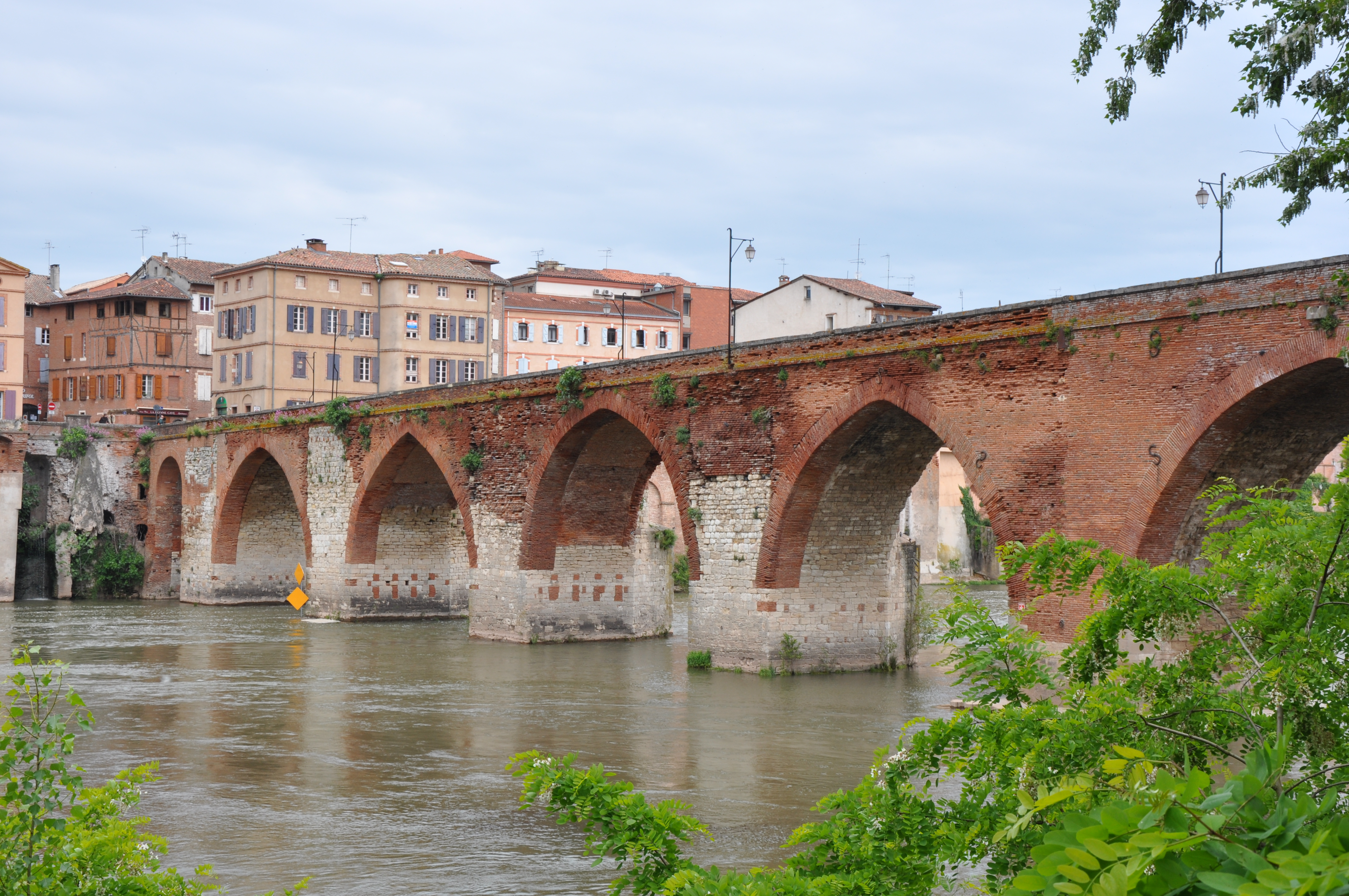
Trasdosado de ladrillo sobre los tajamares del lado aguas abajo
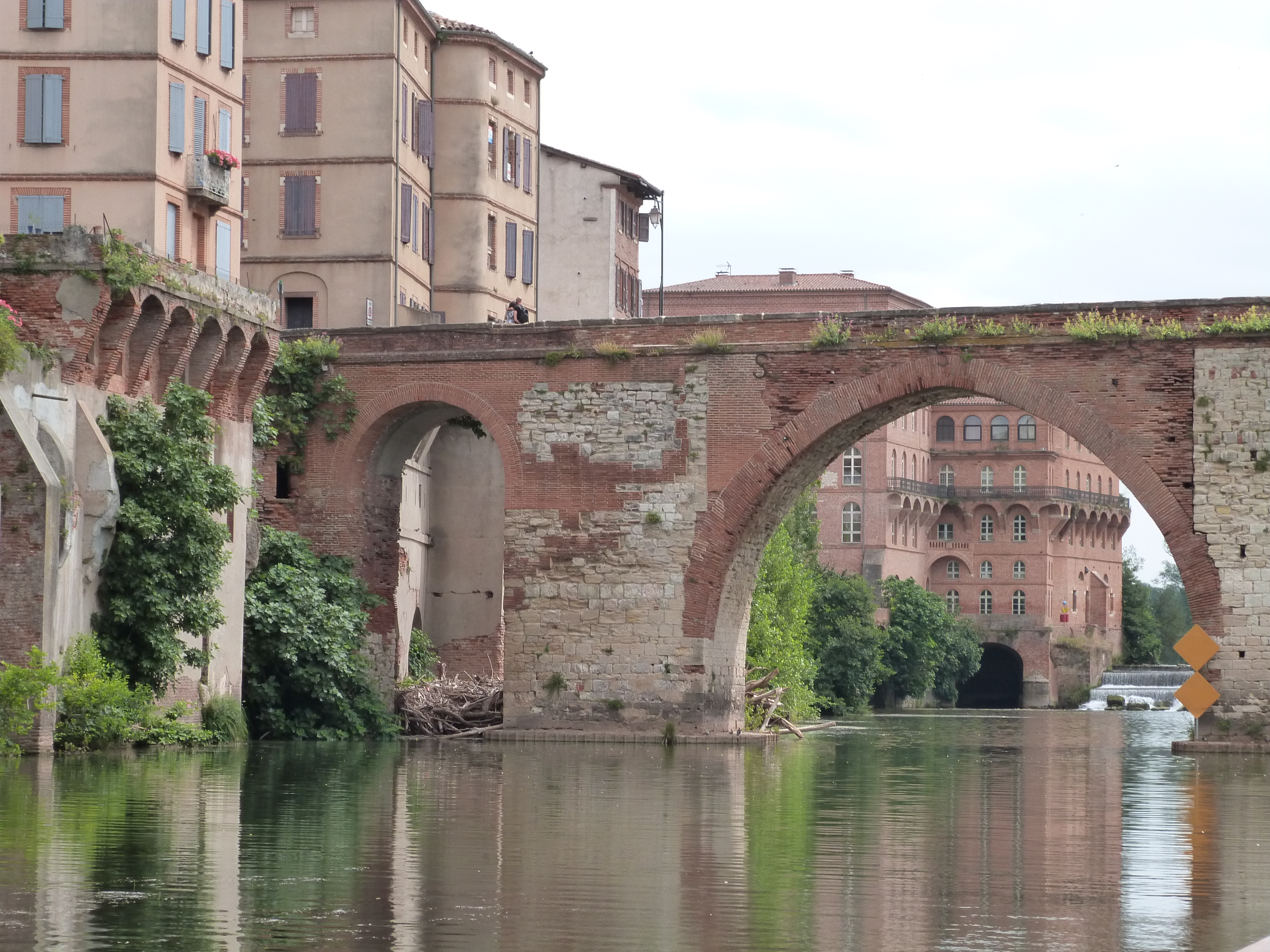
Primer vano en arco de medio punto que se salvaría originalmente mediante un puente levadizo

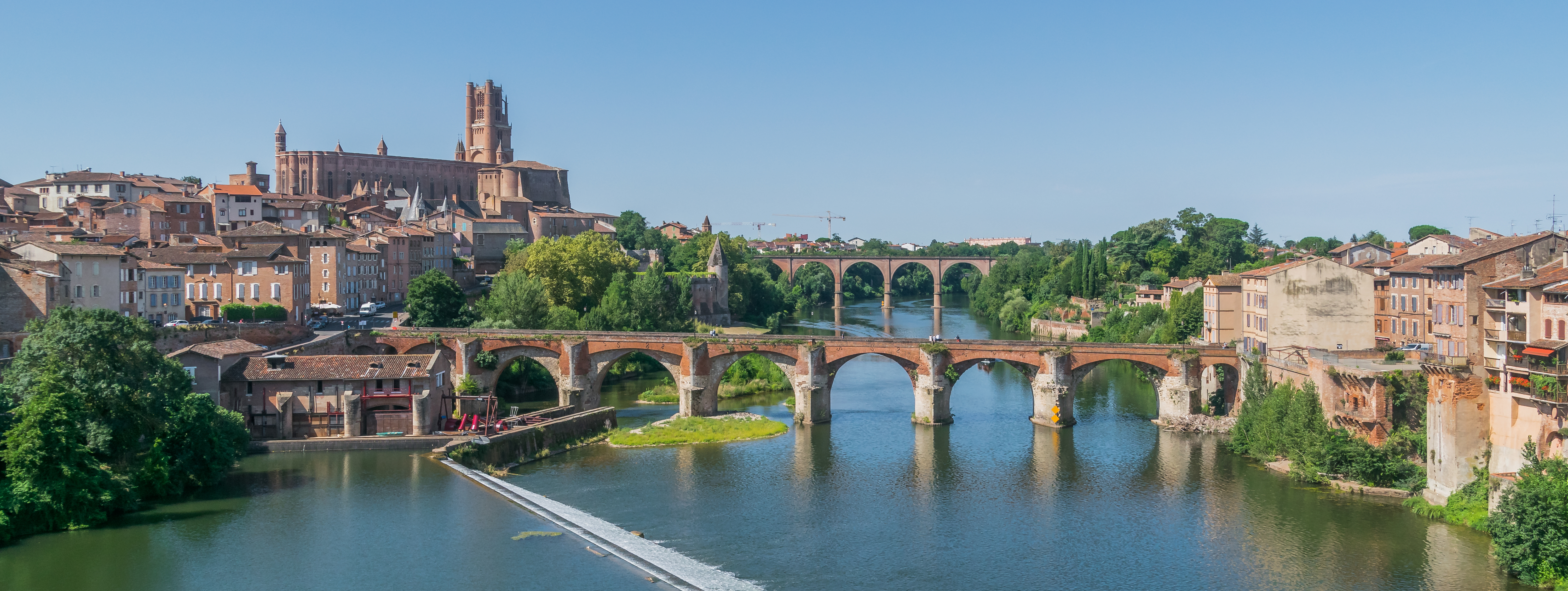
Vista del puente sobre el Tarn, con la pequeña presa y el muelle; al fondo, la catedral y el casco histórico de Albi